# Maghan III
Maghan III, également connu sous le nom de Mahmud Ier, est mansa de l'Empire du Mali de 1390 à 1415 environ, bien que la date de la fin de son règne soit hautement spéculative. Il monte sur le trône après avoir tué l'usurpateur Sandaki. Il venait des « terres païennes » au sud de l'empire et prétend descendre de Mansa Gao, rétablissant ainsi la maison dynastique de Soundiata sur le trône, occupé depuis Mansa Musa par les descendants de Mande Bori . Lors de son ascension, il prit le nom de règne de « Maghan ». 
Il a peut-être été remplacé par Musa III, mais la lignée de Mansas au XVe siècle est généralement mal connue. Sur le plan généalogique, l'ascendance prétendue de Maghan III pose question. D'une part, elle provoque un étirement générationnel, d'une autre son nom musulman, Mahmud, est incohérent avec le territoire païen d'où il proviendrait. 